# Diritto positivo
Il diritto positivo (ius in civitate positum) è il diritto vigente in un determinato ambito politico-territoriale e spazio di tempo, creato e imposto da uno Stato sovrano mediante norme giuridiche e volto a regolamentare il comportamento dei propri cittadini.

## Storia
Nelle società antecedenti alla formazione dello Stato moderno (dunque fino agli inizi del XIX secolo) le fonti di produzione giuridica erano plurime e non esistendo un preciso sistema delle fonti, una controversia, a tutto scapito del principio di certezza del diritto, poteva essere indifferentemente giudicata a seconda delle disposizioni del diritto romano, del diritto canonico, del diritto feudale, della lex mercatorum, degli Statuti locali, delle leggi, delle consuetudini, della giurisprudenza e dell'equità. 
In tale assetto, il giudice, spesso, non era ancora un vero e proprio funzionario dello Stato, ma un professionista assunto a svolgere le sue funzioni dalla Città o dalla specifica corporazione. Con il formarsi dello Stato moderno, il giudice diviene un vero e proprio dipendente dello Stato che, a seguito delle riforme dell'assetto giuridico di modello napoleonico, giunge ad arrogare a sé il ruolo di unica fonte del diritto, o almeno di quella dotata di maggiore effettività e, quindi, di posizione gerarchicamente predominante rispetto a tutte le altre.

## Caratteristiche
La spinta verso la preminenza dell'attività di legislazione (e cioè la produzione di leggi) rispetto a quella data dalla normazione di natura amministrativa è un movimento storico universale ed irreversibile, legato immediatamente alla formazione dello "Stato di diritto" che, appunto, viene a sancire la preminenza della legge (formata dal Parlamento), rispetto agli atti emanati dal Potere esecutivo. 
Questa spinta nasce dall'esigenza di:
- salvaguardare il cittadino, soprattutto nei suoi diritti pubblici soggettivi, dai possibili arbìtri del Potere esecutivo, con il sottordinare l'efficacia degli atti di quest'ultimo a quelli emananti da un organo rappresentativo quale il Parlamento.
- dare un ordinamento razionale e certo alla società attraverso norme generali, coerenti e fra loro gerarchicamente coordinate.
- trasformare la società tramite le leggi che la governano.